# ランプブラック
ランプブラック（Lamp Black）は黒色顔料の1つであり、油を不完全燃焼させて製造される。化学的成分は天然の炭素で、油煙（ユエン）ともよばれる。カーボンブラックの一種であるが、ランプブラックのColour Index Generic Nameは他のカーボンブラック（サーマルブラック、アセチレンブラック、チャンネルブラック、ファーネスブラック）とは異なり、Pigment Black 6である。
日本画や書道に使われる墨も油煙からつくられる。最高級品は菜種油を燃やして得たすすから作られている。